# Liberat Hundertpfund

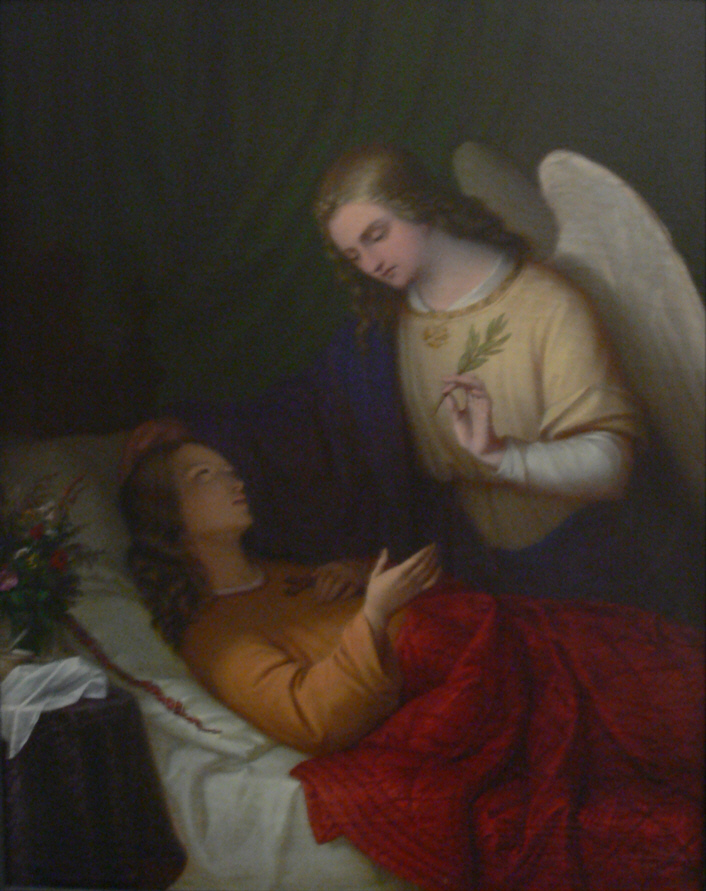
Sterbende Jungfrau

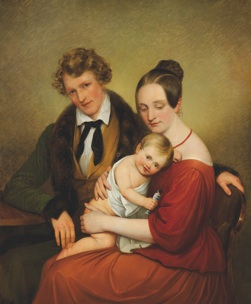
Familienbildnis Fidelis Butsch

Liberat Hundertpfund (* 11. November 1806 in Bregenz; † 28. März 1878 ebenda) war ein österreichischer Porträt-, Historien- und Kirchenmaler sowie Kunstschriftsteller.

## Leben und Werke
Liberat Hundertpfundt war der Sohn eines Schusters und wurde als viertes von sechs Kindern der seit dem 15. Jahrhundert in Bregenz ansässigen Familie geboren. Er studierte bei Peter Krafft an der Kunstakademie in Wien wie sein Freund Gebhard Flatz. Zusammen mit Flatz kehrte er 1827 in seine Heimatstadt zurück, wo er zunächst hauptsächlich Altarbilder malte. Nachdem Flatz 1829 nach Innsbruck verzogen war, konzentrierte Hundertpfund sich auf Miniatur- und Öl-Porträts. Aus dieser Zeit stammen die Bildnisse des Innsbrucker Bürgermeisters Johann Nepomuk Reiner, das ins Vorarlbergische Landesmuseum in Bregenz gelangte, des Stadtarztes Dr. Schneider, der Franziska Schwärzler, des Advokaten Felder und des Landesgerichtsrats Strele in Feldkirch.
1832 siedelte Hundertpfund nach München über. Dort hatte er Kontakt zu Moritz von Schwind, Joseph Binder und Ludwig Schaller, die er von seiner Zeit in Wien her kannte, erhielt aber zunächst keine Aufträge. 1833 jedoch bestellte König Ludwig I. ein Bildnis des Galeriedirektors Dillis bei ihm, nachdem er ein Werk Hundertpfunds im Münchner Kunstverein gesehen hatte. Dieses Gemälde gelangte in die Neue Pinakothek. Neben Porträts malte Hundertpfund in seiner Münchner Zeit auch diverse Genrebilder.
Ab 1835 lebte und arbeitete er in Augsburg. Dort porträtierte er den Galeriekonservator Andreas Eigner sowie den Bischof Ignaz Albert von Riegg. 1837 schuf er auf dessen Bestellung hin zwei Altarbilder, die Christus am Ölberg und Petrus auf dem Meer darstellten. 1839 malte Hundertpfund sein Selbstporträt, für das er nur drei Stunden benötigt haben soll. Es gelangte ins Landesmuseum in Bregenz.
In seinen späteren Jahren wandte sich Hundertpfund wieder der religiösen Malerei zu und schuf zahlreiche Altarbilder sowie einige Fresken. Werke in Kirchen der Diözese Augsburg: Oxenbronn (1844), Deffingen (1846), Aislingen (1854), St. Nikolaus in Großaitingen (Kreuzigungsbild auf dem Hochaltar und ein Seitenaltarblatt, 1858) und Röhling (1865). 1859 malte Hundertpfund für die Kapelle St. Wolfgang in Mergentheim, ebenso für eine Kirche in Apfelbach und für die Pfarrkirche St. Sebastian in Langen, für die er auch 1864 noch einmal tätig wurde. Das dortige Altarbild mit einer Kreuzigung ist aber nicht mehr in der Kirche zu sehen, sondern in Verwahrung. Für die Kirche St. Anna in Eisleben schuf er 1854 ein Glasgemälde, das die Taufen Christi, Jesaias und Johannes des Täufers zeigte und von Bürgern Augsburgs gestiftet worden sein soll. Die Zwickelkartuschen mit den Kirchenvätern in der Pfarrkirche St. Michael in Mering erneuerte er 1854. Aus den 1860er Jahren stammen seine Werke in der Pfarrkirche St. Johannes Baptist in Gennach. In der Kirche St. Georg in Mittelstetten haben sich Altargemälde Hundertpfunds erhalten, in St. Pankratius in Aretsried Fresken. Aus dem Jahr 1864 stammt das Deckengemälde in St. Martin in Gablingen.
In seiner Augsburger Zeit schuf Hundertpfund insgesamt 628 größere und kleinere Gemälde, freskierte fünf Kirchen und stellte zusammen mit einem Arbeiter für 16 Kirchen Glasfenster.
Hundertpfund signierte meist mit „100 U“ (eigentlich „100 ℔“). Ab 1876 lebte er wieder in Bregenz und pflegte dort seine Kontakte mit Flatz, der 1870 ebenfalls dorthin zurückkehrte, sowie mit dem Dichter Kaspar Hagen.
Liberat Hundertpfund schrieb auch über die Theorie der Malerei. 1847 veröffentlichte er in Augsburg Die Malerei auf ihre einfachsten und sichersten Grundsätze zurückgeführt. Dieses Werk wurde schon 1849 in London in englischer Übersetzung veröffentlicht und wurde an der Münchner Akademie als Lehrbuch verwendet.
Etliche Gemälde Hundertpfunds überstanden den Wandel des Geschmacks im Lauf der Zeit nicht. So wurden etwa die Bilder auf drei Altären der Kirche St. Ulrich in Deffingen aus den Jahren 1846/47 in der Mitte des 20. Jahrhunderts entfernt. Von Hundertpfund bemalte Glasfenster, die 1859 in der Kirche in Herbertshofen eingesetzt worden waren, wurden zu Beginn des 20. Jahrhunderts entfernt und durch Butzenscheiben ersetzt. Weitere Glasfenster verschwanden insbesondere in den 1950er und 1960er Jahren, als die Nazarener nicht mehr geschätzt wurden.

## Stil
Vanessa Haberland charakterisierte Hundertpfunds Stil und den einiger seiner Zeitgenossen wie folgt:

„Die schlichte, volkstümliche Ausprägung der Nazarenerkunst, wie Schraudolph sie vertrat, wirkte bei vielen kleineren Meistern noch bis ins 20. Jahrhundert hinein weiter. Neben Karl Keller wären hier auch einige andere, in Schwaben tätige Maler zu nennen: Johann Baptist Kaspar (1822–1885), Ferdinand Wagner (1819–1881), Liberat Hundertpfund (1806–1878) und Georg Lacher (1809–1882). Die Werke dieser Künstler sind ikonographisch anspruchslos; in ihnen herrscht eine ruhige, ›verträumte‹ Stimmung. In den klaren Kompositionen ist das Bildpersonal meist auf ein Minimum reduziert. Dem Bemühen um Harmonisierung und Ausgewogenheit entspricht meist eine Farbpalette, in der Erd- und Pastellfarben vorherrschen.“

Schwabens Bezirksheimatpfleger Peter Fassl sieht seine besonderen Stärken einerseits in seiner Portraitkunst, die eine lebendige Natürlichkeit zeigt, und bei der Farbigkeit seiner kirchlichen Bilder, die von der Komposition und Zeichnung eher traditionell und schematisch sind. Hundertpfund legte sich bei der kirchlichen Kunst Beschränkungen auf, sein Gestaltungswille zieht sich auf die Farbigkeit zurück, während die Gesichter unpersönlich und der Welt entrückt wirken.

## Ausstellungen
Im Jahr 2009 waren mindestens zwei Gemälde Hundertpfunds in der Ausstellung Entdeckungen im Schaezlerpalais in Augsburg zu sehen: Im Atelier von 1849 und Familienbildnis Fidelis Butsch von 1837. 2016 wurden Werke Hundertpfunds in der Ausstellung Weggefährten Lenbachs in Schrobenhausen gezeigt.

## Ehrungen
In Bregenz gibt es eine Liberat-Hundertpfund-Straße.